# Chartisme
 (juin 2009).
Si vous disposez d'ouvrages ou d'articles de référence ou si vous connaissez des sites web de qualité traitant du thème abordé ici, merci de compléter l'article en donnant les références utiles à sa vérifiabilité et en les liant à la section « Notes et références ».
Pour les élèves de l'École des chartes, voir Chartiste.
Le chartisme est un mouvement politique ouvrier qui se développa au Royaume-Uni au milieu du XIXe siècle, à la suite de l'adoption de la « Charte du peuple » (anglais : People's Charter).
En 1832, la réforme électorale (Reform Act 1832) établit un système électoral censitaire, au détriment des classes populaires. La Charte populaire fut adoptée en 1838, à l'initiative de l'Association des travailleurs londoniens. Elle réclamait le suffrage universel masculin, un juste découpage des circonscriptions électorales, l'abolition de l'obligation d'être propriétaire pour être éligible, des élections législatives annuelles, le vote à bulletin secret et l'indemnité parlementaire. Le mouvement resta actif et organisé jusqu'en 1848 et donna lieu à l’apparition des mouvements coopératifs et des mouvements syndicaux. Il connut trois grandes phases : entre 1838 et le début de 1840 ; à l'été 1842 et entre février et août 1848, correspondant aux trois grandes pétitions signées par des millions de Britanniques et déposées (pour les deux premières) au Parlement qui refusa d'en tenir compte.
Le terme « charte » renvoie à la Magna Carta de 1215.

## Cadre historique
Les revendications sociales des chartistes se déploient dans un contexte économique et social particulier qui favorise leur développement, celui du Royaume-Uni du XIXe siècle.

### L'industrialisation bouleverse et remodèle la société britannique
Le Royaume-Uni est entré depuis la fin du XVIIIe siècle dans la Révolution industrielle, mais cette industrialisation implique d’énormes changements au niveau de l’organisation territoriale, de la structure sociale à travers la démographie et des rapports entre classes.
L'organisation du territoire est bouleversée : l'urbanisation rapide passe par la création de villes industrielles nouvelles, le paysage est transformé par l'apparition de « villes noires » (Manchester, Birmingham, ...), caractérisées à la fois par leur surpopulation et leur grande insalubrité.
La population connaît une expansion sans précédent : 7 millions d'habitants en 1750, 14 en 1820 et 23 en 1860.[réf. nécessaire]
En fait, la majorité de la population ne ressent pas le progrès : en effet, malgré la croissance économique et le statut mondial du Royaume-Uni, beaucoup ressentent au contraire une régression, du fait de l’emploi de main d’œuvre ouvrière non qualifiée au détriment des qualifications artisanales traditionnelles.

« Pourtant, malgré tous ces éléments de prospérité nationale (…) nous sommes écrasés de souffrances privées et publiques. »

— (pétition chartiste de 1838)
Cette situation est évoquée dans Les Temps difficiles de Charles Dickens.
À l’échelle d’une vie, la structure de la société a totalement changé. La proportion d’ouvriers augmente, beaucoup d’hommes et de femmes tombent dans la précarité de l’emploi ouvrier (10 heures de travail par jour et des conditions de travail horribles). D’ailleurs Friedrich Engels compare cette évolution à la Révolution française, tant elle semble marquer une rupture. En fait c’est moins l’ampleur du changement que sa rapidité qui font penser à une révolution.
Enfin, la société est divisée. Les divergences sociales s’accentuent ; le Royaume-Uni et ses nations constituantes n’ont jamais été jusqu’ici des pays égalitaires, mais avec ces bouleversements économiques et sociaux on assiste à une fragmentation de la population plus poussée encore. On assiste par exemple à une véritable ségrégation urbaine, avec l'apparition de quartiers bourgeois et de quartiers populaires. Ce phénomène est surtout perceptible dans les villes nouvelles. Ainsi, à Manchester, il y a environ 60 % d’ouvriers dans une ville plutôt bourgeoise, tandis qu'à Stalybridge, ville nouvelle à quelques kilomètres à l'est, il y a 90 % d’ouvriers.
L’idée de classes sociales progresse chez les propriétaires industriels comme dans les classes laborieuses.
Le cadre est donc celui d'une population divisée où la classe ouvrière mûrit son ressentiment, il suffit donc d’une crise économique ou politique pour amorcer un conflit.

### Un contexte social qui remet en cause la politique gouvernementale

#### LesCorn Laws
À la suite d'une chute des prix très importante touchant durement les propriétaires, le Parlement, très majoritairement composé de grands propriétaires terriens, vota en 1815 les lois sur le blé (Corn Laws) interdisant toute importation de blé tant que le prix d’un quarter ne dépassait pas 80 shillings, ce qui a pour effet de soutenir ces prix. La contrepartie de ces prix élevés était la paupérisation croissante du peuple, en particulier des ouvriers sans qualification.
La Charte de 1838 critique les lois qui augmentent le prix des aliments, raréfient l’argent, limitent la rémunération du travail et taxent l’activité plus que la propriété.

#### Le système électoral
En 1815, le système électoral ne s'est pas encore adapté à l'évolution de la population. La représentativité à la Chambre des communes n'a rien d'uniforme. Ainsi, dans les comtés, le droit de vote ou « franchise électorale » appartenait aux propriétaires fonciers jouissant d’un revenu de 40 shillings (50 francs germinal). Dans les bourgs ou municipalités, on votait à haute voix, et les électeurs subissaient presque toujours l’influence d’un « patron », c'est-à-dire d’un riche propriétaire du voisinage qui leur imposait son candidat. Le cas était particulièrement fréquent dans les bourgs sans importance, appelés bourgs de poche. La liste des bourgs n’avait pas été modifiée depuis le XVIIe siècle. On y trouvait en 1815 des villages presque abandonnés – appelés « bourgs pourris » – qui continuaient à élire deux députés, tandis que des villes comme Manchester, Birmingham, Sheffield, Leeds – dont l’importance était récente – n’avaient pas de représentants.

### Premières remises en question et agitations
Dès les années 1770, on assiste à des remises en question de ce système, qui sont les étapes préalables au Chartisme, notamment :
- 1774-1775 : James Burgh écrit Political Disquisition et appelle au suffrage universel masculin,
- 1776 : John Wilkes dans un discours au Parlement s’en fait l’écho,
- 1791-1792 : Thomas Paine attaque le système britannique dans Rights of Man.

Ces ouvrages sont lus par des journaliers, des apprentis, etc., et permettent la diffusion d'une exigence de réformes radicales.
La Révolution française exerce également une influence considérable. Plusieurs organisations, publications, journaux démontrent à la classe ouvrière que les droits de l'homme appartiennent aux riches comme aux pauvres. Par exemple : clubs locaux, Henry ‘Orator’ Hunt, Cobbett (journaux à 1 penny).
En 1819, un vaste meeting est organisé à Manchester par les radicaux qui font campagne pour le suffrage universel masculin ; il est réprimé dans le sang par l’armée nationale à Saint Peter’s Field (surnommé « massacre de Peterloo », en référence à Waterloo), cet évènement est considéré comme le baptême du mouvement Chartiste.
Le mouvement social à partir de là s’est mu en mouvement politique.

## Apparition du chartisme

### Fondation desTrades Unions
C’est ce contexte de crise économique (difficultés des ouvriers à nourrir leur famille) et de ravages du capitalisme « sauvage » – les conditions désastreuses de travail des ouvriers (jusqu’à quinze heures de travail par jour) et des salaires revus à la baisse – qui poussa les ouvriers à s’assembler dans des unions de travailleurs ; les premières sont illégales, mais le droit de coalition et de grève est péniblement acquis en 1825. Ces Trades Unions constituent une véritable « ligue des ouvriers contre les maîtres ».
Partagés entre partisans de la « force physique » (comme l’irlandais O’Connor) et partisans de la « force morale », les chefs de file du mouvement chartiste étaient des prêtres, des cabaretiers, des ouvriers, et aussi des démagogues. Ils tiraient leur idéologie du méthodisme ou du jacobinisme, ainsi que des écrits de l'anarchiste William Godwin ou du socialiste utopiste et paternaliste Robert Owen. En 1838, sous l'influence d'Owen, des unions se regroupent dans un seul syndicat : l'Union nationale du travail, dont le but était la suppression du patronat et du salariat par l’institution de coopératives ouvrières de production.[réf. nécessaire] Mais gouvernement et autres industriels brisèrent ce mouvement.
Dès lors l’action politique retrouva des partisans, surtout parmi les travailleurs misérables : il fallait la majorité au Parlement pour faire accepter des réformes électorales.

### La désillusion duReform Billde 1832
« Le fruit qui semblait si beau s’est décomposé une fois cueilli. »

— (Charte de 1838)
Un immense espoir populaire est placé dans cette réforme électorale. La campagne pour un bill de réforme est menée par O’Connell, les radicaux, quelques Whigs (libéraux) comme John Russel, et même quelques Tories (conservateurs). Les masses populaires s’agitaient à cause notamment d’un hiver rigoureux. Le duc de Wellington, premier ministre depuis 1828, refuse immédiatement, mais la révolution française de 1830 assure le succès de la campagne réformiste. Devant l’agitation révolutionnaire, une majorité contre Wellington se forme au Parlement et il est renversé par Lord Grey. Grey présente une réforme modérée qui est refusée, il dissout alors pour la première fois depuis 50 ans. La majorité passe aux Whigs, le bill voté par les députés est refusé par les Lords ; finalement devant l’agitation populaire la réforme est votée par la chambre des Lords en juin 1832.
Le contenu de la réforme est décevant : 
- on redistribue les sièges de députés en en enlevant quelques-uns aux bourgeois, mais la répartition est encore très inégale,
- la franchise électorale est diminuée et non supprimée ; il faut toujours être riche mais le nombre d’électeurs double, passant de 300 000 à 600 000,
- elle profite surtout à la bourgeoisie, les masses populaires restant exclues de la vie politique.

La faible portée du bill entraîne un sentiment de trahison chez les classes populaires.

### LePoor Law Actde 1834
Dès 1601, à la fin du règne d’Élisabeth Ire, l’État prend en charge les indigents d'Angleterre et se dote d'une législation, les Poor Laws ou « lois sur les pauvres », dédiée au problème des déshérités. L’organisation de cette assistance est confiée aux paroisses auxquelles les Poor Laws imposent aussi de fournir un emploi aux pauvres valides. C'est donc dès cette époque qu'est fait le lien entre misère et chômage. En 1832 est nommée une commission royale, qui comprend Nassau Senior ; elle conclut que le système est trop attractif et trop cher. La loi de 1834 durcit les conditions d'aide, mais ne suit pas toutes les recommandations de la commission.
Dans ce contexte se développent les workhouses, « maisons de travail » dissuasives où, selon Nassau Senior, on tente « d’y rendre la vie moins souhaitable que celle des plus malheureux des ouvriers indépendants ».  Quant à leur financement, il est également soumis aux lois du marché. Chaque région est imposée en fonction du nombre de personnes « bénéficiant » de l’aide publique. Donc, plus une région compte de pauvres, plus elle connaît un taux d’imposition élevé.
La réforme de 1834 est vue comme une « grande trahison des whigs ».

### Crise économique
À partir de 1837, une crise économique (mauvaises récoltes, diminution de la production industrielle) toucha le Royaume-Uni, accompagnée de chômage et disette. En parallèle, le commerce se ralentit, entraînant une baisse des revenus douaniers et donc des recettes de l'État. Le rôle de l'État était limité et donc les budgets en déficit, depuis des années, des différents gouvernements whigs ne portaient, jusque-là, pas à conséquence. Avec la crise économique, les critiques apparurent et se cristallisèrent dans les deux grands mouvements de protestation politique d'alors : la Anti-Corn Law League et le chartisme.
Les trois grandes phases du chartisme (1838-1840 ; été 1842 et février-août 1848) correspondirent aux trois moments où la crise fut la plus grave, tandis que le mouvement périclita avec le retour de la prospérité.

### La naissance du chartisme en tant qu’organisation politique
Le mouvement anti-loi-sur-les-pauvres (anti-Poor Laws) passe au chartisme durant les années 1830. Les chartistes, qui ont des revendications différentes à l’origine :
- membres d’unions politiques ;
- vendeurs de presse illégale (unstamped press) ;
- syndicalistes ;
- membres de comités réclamant un raccourcissement des journées de travail ;
- opposants à la loi sur les pauvres ;

acquièrent le sentiment de combattre une cause commune.
De plus ils ne pensent plus uniquement à l’échelle locale mais le mouvement acquiert une dimension nationale. Les radicaux sont présents dans toutes les zones industrielles donc la campagne chartiste se fonde sur cette présence.

## Concrétisation politique du chartisme

### La Charte du Peuple de 1838
Les artisans et ouvriers qualifiés londoniens rassemblés dans l’Association londonienne des travailleurs (London Working Men's Association) y ont pour dirigeants William Lovett, Francis Place, Henry Hetherington (en) ou Henry Vincent (en). Des « associations démocratiques », plus marquées à gauche, étaient plus importantes dans le reste du pays, avec comme chef de file Feargus O'Connor.
En octobre 1836, l’Association londonienne des travailleurs a déjà adopté cinq des six résolutions contenues dans la Charte. Les six points ont d’abord vu le jour dans une pétition adressée à la Chambre des communes en janvier 1837, mais qui ne lui est jamais parvenue à cause de nombreux délais (incompréhension, perte de confiance, de sièges à la Chambre…).
Finalement William Lovett et Francis Place publient la Charte en mai 1838 et la présentent à Glasgow lors d’un meeting de 200 000 ouvriers. Ces vastes meetings sont destinés à recueillir des signatures et à élire les délégués d’une Convention générale des classes laborieuses, sorte de Parlement fantôme des exclus du droit de vote.
La Charte contient six points, :
1. suffrage universel pour tous les hommes à partir de 21 ans ;
2. des circonscriptions justes et égales (pas de bourgs pourris, des sièges pour les villes nouvelles) ;
3. vote à bulletin secret ;
4. abrogation de l'obligation d'être propriétaire comme condition d'éligibilité ;
5. une indemnité parlementaire pour permettre aux travailleurs de siéger et de pouvoir vivre ;
6. des élections législatives annuelles.

Le contenu de la Charte est donc politique. La mutation est effective. La Charte recueille 1 280 000 signatures en un an.
En 1839, se réunit la Convention chargée de présenter la Charte au Parlement, mais celle-ci est rapidement mise de côté par ce dernier (235 voix contre 46), montrant là les faiblesses des moyens offerts par la pétition.

### Les grèves de masse et les agitations

« Émeute chartiste ». Gravure tirée de l'ouvrage True Stories of the Reign of Queen Victoria (1886), par Cornelius Brown.

En 1839, il y a quelques actes violents et grandes manifestations et même une tentative d’émeute au Pays de Galles.
En mai 1842, une deuxième pétition est présentée au Parlement. Elle a recueilli plus de trois millions de signatures, et elle est portée sur un char escorté de 20 000 signataires. À nouveau, le Parlement rejette la pétition.
La crise de 1841-1842 provoque des grèves de masse, 500 000 personnes sont alors engagées dans le mouvement chartiste. Outre les grèves pour motifs économiques, certaines sont déclenchées pour des revendications chartistes, notamment dans les Midlands, les Lancashire, le Yorkshire, et une partie de l'Écosse. La pratique de briser les machines et de tirer les bouchons des réservoirs des machines à vapeur vaut le surnom Plug Plot (« complot des bouchons ») aux grèves dans le Lancashire. Les grèves sont particulièrement suivies dans le triangle Manchester-Ashton-Stalybridge.
Le premier ministre, Sir Robert Peel, n'est pas favorable à une intervention, mais le duc de Wellington exige de déployer les troupes pour réprimer les grévistes. Les grèves sont violemment réprimées, de nombreux chartistes sont arrêtés (dont Feargus O'Connor, George Julian Harney, et Thomas Cooper), 79 d'entre eux sont condamnés à des peines de prison.

### Autres activités chartistes

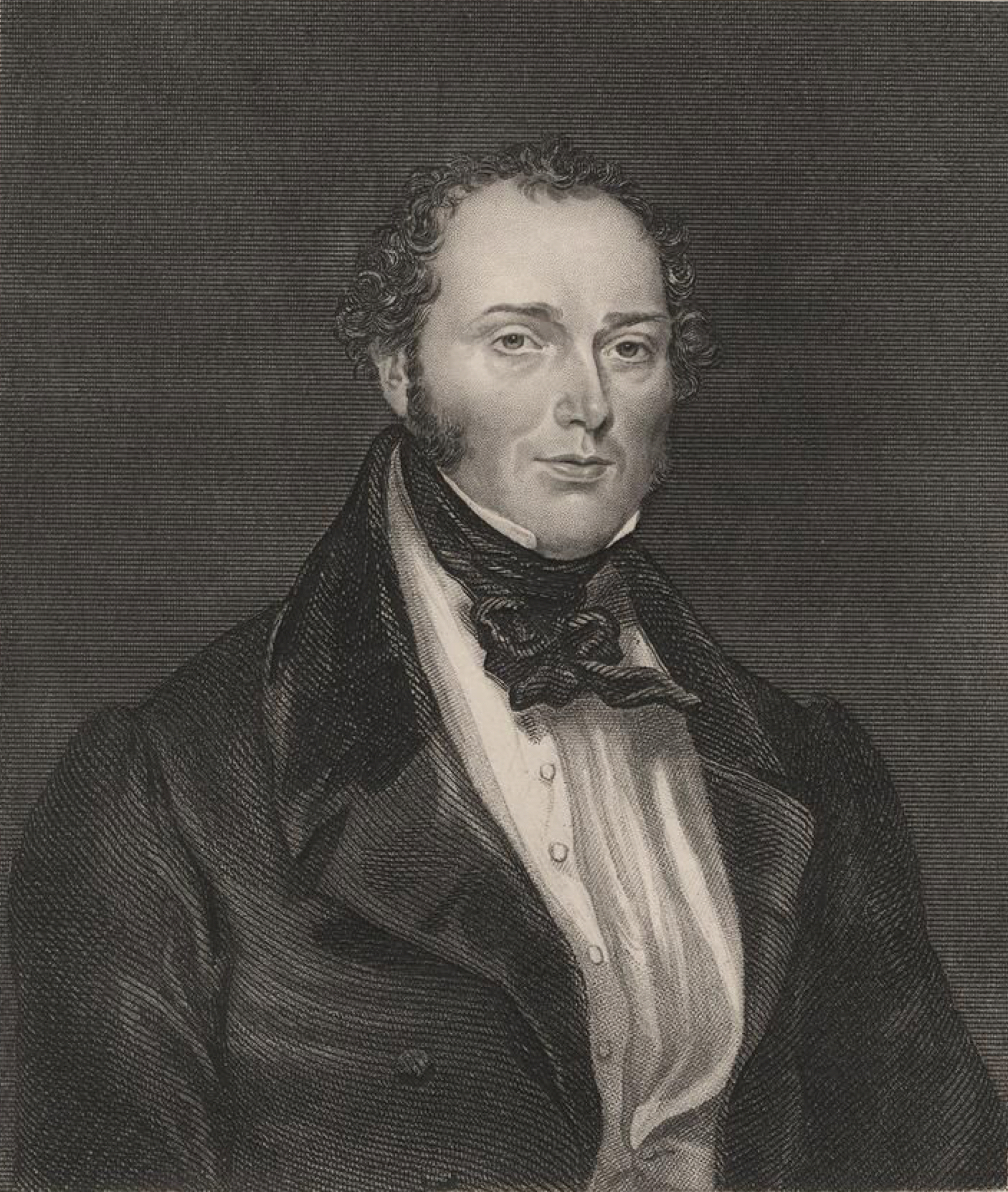
Feargus O'Connor.

Malgré cette vague d'arrestations, l'activité chartiste continue.
De riches débats traversent le mouvement sur la meilleure façon de procéder. Différents courants apparaissent. Le Temperance Chartism suggère que l'alcool est la plus grande arme des puissants contre les opprimés, et essaie de convaincre les chartistes de se lancer dans une grande campagne contre l'alcool. L’Education Chartism fonde de nombreuses écoles, très avancées pour leur époque, où garçons et filles ont le même programme, et la punition physique est interdite. À partir de 1843, O'Connor suggère que la terre est la solution aux problèmes des ouvriers. Son idée se concrétise sous la forme de la Chartist Co-Operative Land Company, qui devient la National Land Company. Les ouvriers achètent des parts de la compagnie, et la compagnie utilise ce capital pour acheter des terres, qui sont alors divisées en parcelles. Cinq propriétés sont ainsi achetées entre 1844 et 1848. En 1848, le parlement nomme un comité pour enquêter sur la viabilité financière de l'opération, et finit par l'interdire.
Des candidats chartistes se présentent aux élections législatives entre 1841 et 1859 ; O'Connor est élu en 1847. La même année, Harney se présente contre Lord Palmerston à Tiverton.

## Fin du chartisme

### La Révolution française de 1848
La Révolution française de 1848 précipite les évènements. D'abord, les chartistes félicitent le peuple français, mais la portée de la révolution française effraie :

« La révolution française de 1848 a sauvé les classes moyennes anglaises. Les penchants socialistes prononcés des travailleurs français ont effrayé la petite classe moyenne anglaise et désorganisé le mouvement de la classe ouvrière. »

— (Friedrich Engels)
Ce manque de soutien des classes moyennes va permettre au gouvernement d'agir en position de force, et d'attendre que le mouvement s'épuise de lui-même.

### La pétition de 1848

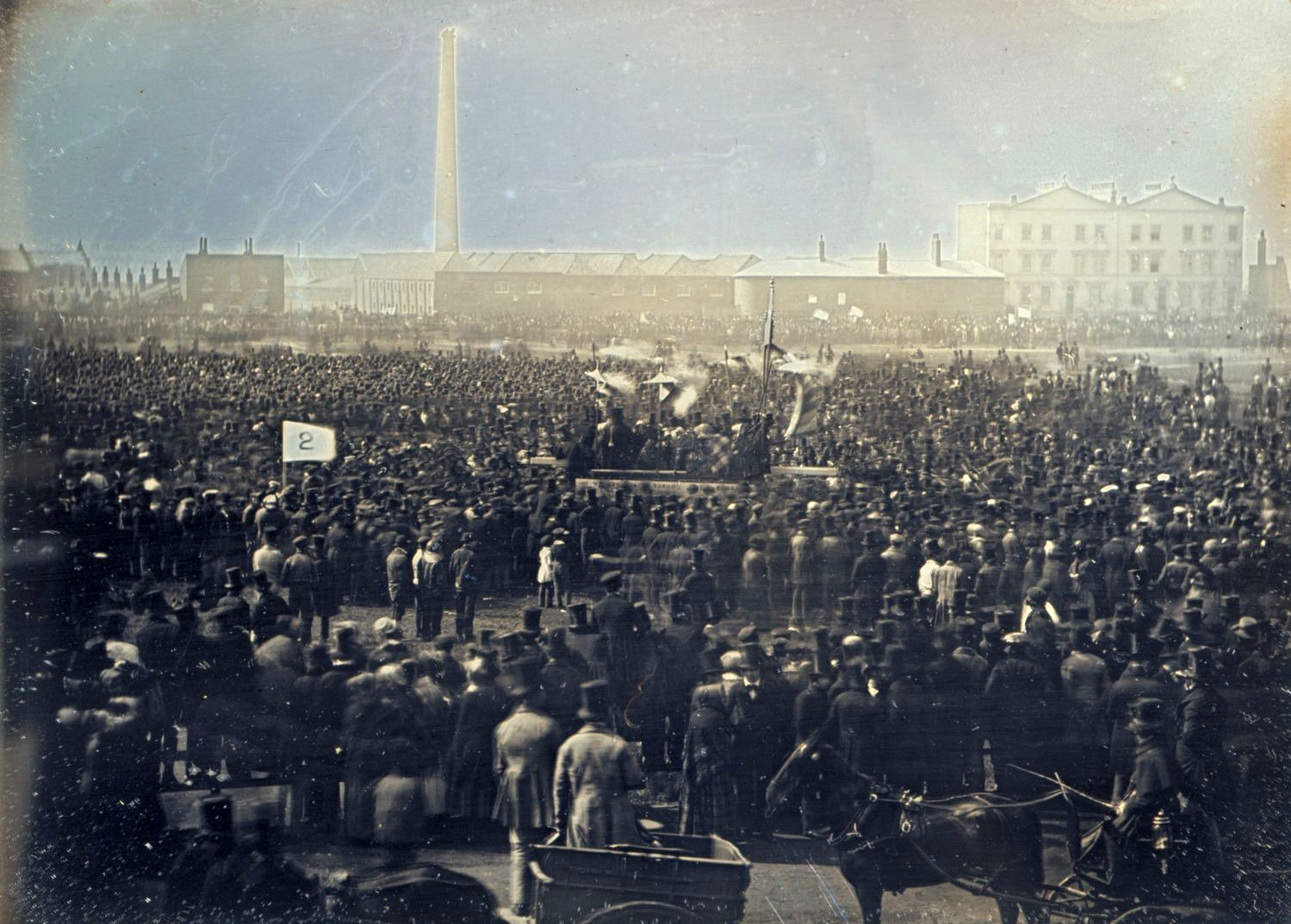
Le grand rassemblement chartiste à Kennington Common de 1848.

Le 10 avril 1848, Feargus O'Connor organisa un meeting à Kennington Common, au sud de Londres, afin de former une procession pour présenter une nouvelle pétition au Parlement. Le gouvernement choisit l'épreuve de force et interdit aux militants de traverser la Tamise. Les forces de l'ordre mobilisées sont estimées à 8 000 soldats, 4 000 policiers londoniens avec des supplétifs tenus en réserve. Le nombre de ces derniers n'est pas connu ; certaines estimations vont jusqu'à 100 000. Trente canons furent préparés à la Tour de Londres, ainsi que les vapeurs destinés à les transporter où leur besoin se ferait sentir. De son côté, O'Connor affirma que 500 000 chartistes s'étaient réunis sur Kennington Common (qui ne peut guère contenir plus de 50 000 personnes). De plus, de nombreuses personnes n'y étaient qu'en « simples spectateurs ». On estime le nombre des « véritables » militants autour de 20 000.
Séparément, des émeutiers tentèrent de prendre d'assaut des workhouses à Manchester. Il s'ensuivit une confrontation avec la police, qui finit par prendre le dessus après trois jours de violence.
Les chartistes avaient prévu de créer une assemblée nationale « fantôme » si leur pétition était ignorée une fois de plus, et de demander à la reine Victoria de dissoudre le Parlement ; leur assemblée siégerait tant que le gouvernement refuserait d’accepter la Charte. Cependant, leur indécision et leur mauvaise organisation les minèrent : l'assemblée finit par s'autodissoudre, en déclarant qu'elle manquait de soutien.
La pétition d'O'Connor contenait moins de deux millions de signatures, loin des 5 706 000 qu'il avait annoncées. On découvrit de nombreux faux. Certains chartistes accusèrent alors O'Connor d'avoir détruit la crédibilité du mouvement. Malgré tout, le chartisme se poursuivit pendant quelques mois encore, avant de s'essouffler, déchiré par les dissensions internes.

## Postérité
En 1918, les cinq principaux points (hormis les élections annuelles) du programme chartiste avaient été mis en place dans la vie politique britannique, comme l'abolition de l'obligation d'être propriétaire pour être éligible en 1858 ou le scrutin à bulletin secret en 1872.
Le mouvement chartiste a fortement influencé le mouvement socialiste, il a inspiré les théories marxistes et a marqué la fin du mutisme et de l’isolement ouvrier avec l'apparition du syndicalisme. Le 14 avril 1856, dans son discours pour le quatrième anniversaire du People's Paper, journal héritier des chartistes, Marx relie les luttes sociales médiévales anglaises et allemandes, celles du XVIIIe siècle anglais et celle des ouvriers européens qui lui est contemporaine, caractérisée par l'« antagonisme entre la science et l'industrie modernes d'une part, la misère et la décadence modernes de l'autre », autrement dit la contradiction entre le progrès technologique et l'émancipation des hommes : « Mais sentons-nous l'atmosphère que nous respirons et qui pourtant pèse sur nous d'un poids de 10 000 kilos ? ».